# Forte Monte
Il forte di Monte o forte Mollinary è una fortezza edificata dagli austriaci tra il 1849 e il 1852. Si trova a picco sulla Valle dell'Adige nella frazione di Monte nel comune di Sant'Ambrogio di Valpolicella.
Dismesso, in seguito anche a un'esplosione che lo ha fortemente mutilato, versa in stato di abbandono.

## Storia

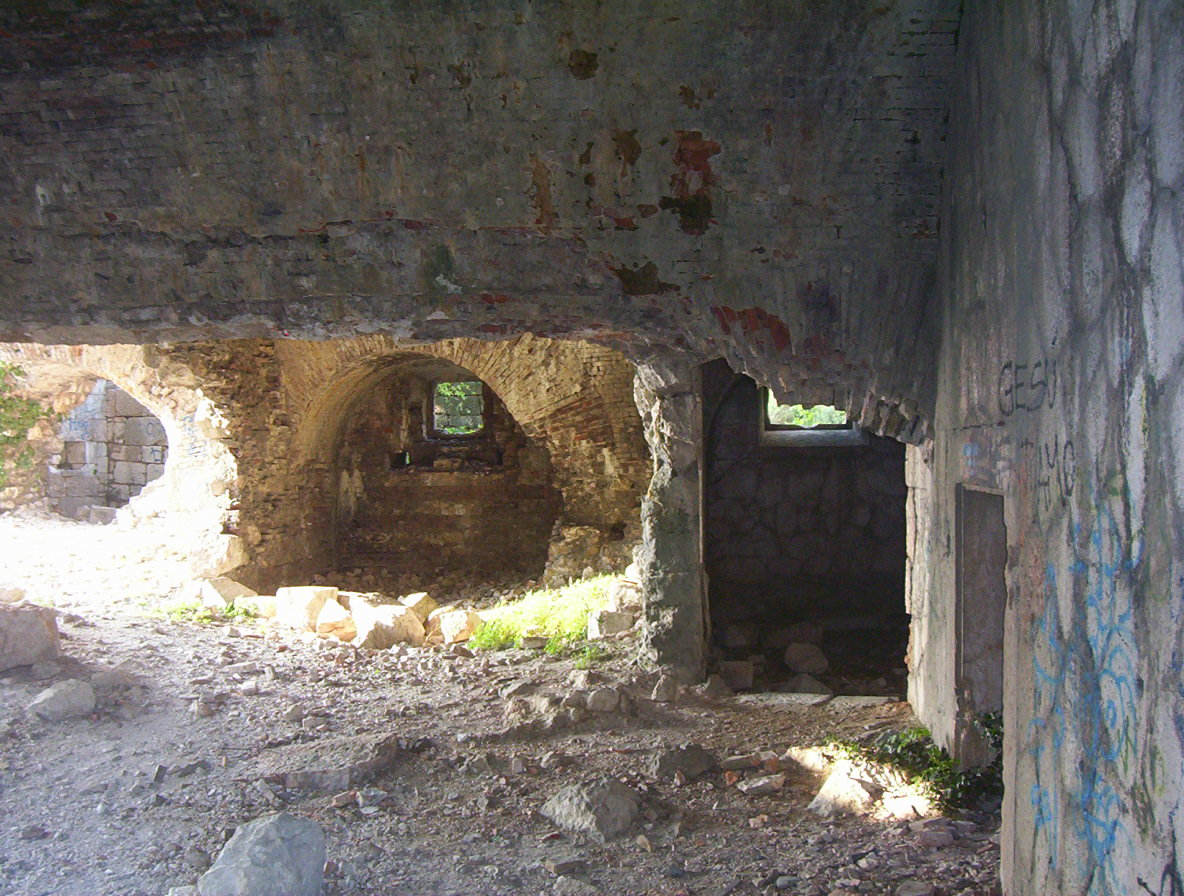
Interno del forte ormai in completo abbandono

Il forte venne edificato tra il 1849 e il 1852 allo scopo di proteggere il confine austriaco, in particolare nella zona strategica della stretta dell'Adige dove passano la strada del Brennero e la ferrovia. Allo scopo, insieme al forte Monte, erano stati edificati anche il forte Wohlgemuth a Rivoli Veronese e il forte Hlawaty a Ceraino (frazione di Dolcè).
La costruzione fu voluta dal feldmaresciallo Radetzky e faceva parte di un più ampio progetto di fortificazione di Verona e territori limitrofi. Come tutti gli altri forti della zona fu progettato dall'Imperiale Regio Ufficio delle Fortificazioni di Verona e i lavori furono diretti dal Genio Militare.
Il forte fu intitolato al generale austriaco Anton von Mollinary.
Nel 1866, con l'annessione del Veneto al Regno d'Italia, il forte passò di mano al Regio Esercito. Un'apposita commissione ministeriale lo valutò, insieme alle altre fortificazioni della zona, come idoneo e strategicamente valido e perciò nel 1884 si provvide ad ammodernarlo e ad invertire il tiro dell'artiglieria da sud a nord. Da questo momento assunse il nome di Forte Monte.
Sebbene gli abitanti del luogo convengano che nel 1945, il forte fu semidistrutto dallo scoppio delle polveri abbandonate dai soldati tedeschi in fuga, scrutando attentamente i danni subiti dalla struttura, si conviene che il forte fu oggetto sia di cannoneggiamento che distrusse le mura esterne ed interne nel 1945 sia di bombardamento aereo che determinò il crollo del muro perimetrale nord all'interno del forte, da parte del 57th bomb wing group US Air Force che dal 10 dicembre 1944 a bordo di bombardieri B-25, durante la battaglia del Brennero, cercarono di provocare due frane in prossimità del forte e sopra alla stazione di Domegliara, nel tentativo d'interrompere la linea ferroviaria sottostante.
Nella tabella riassuntiva si deduce quanti raid e quante tonnellate di bombe sono state sganciate su questa zona:

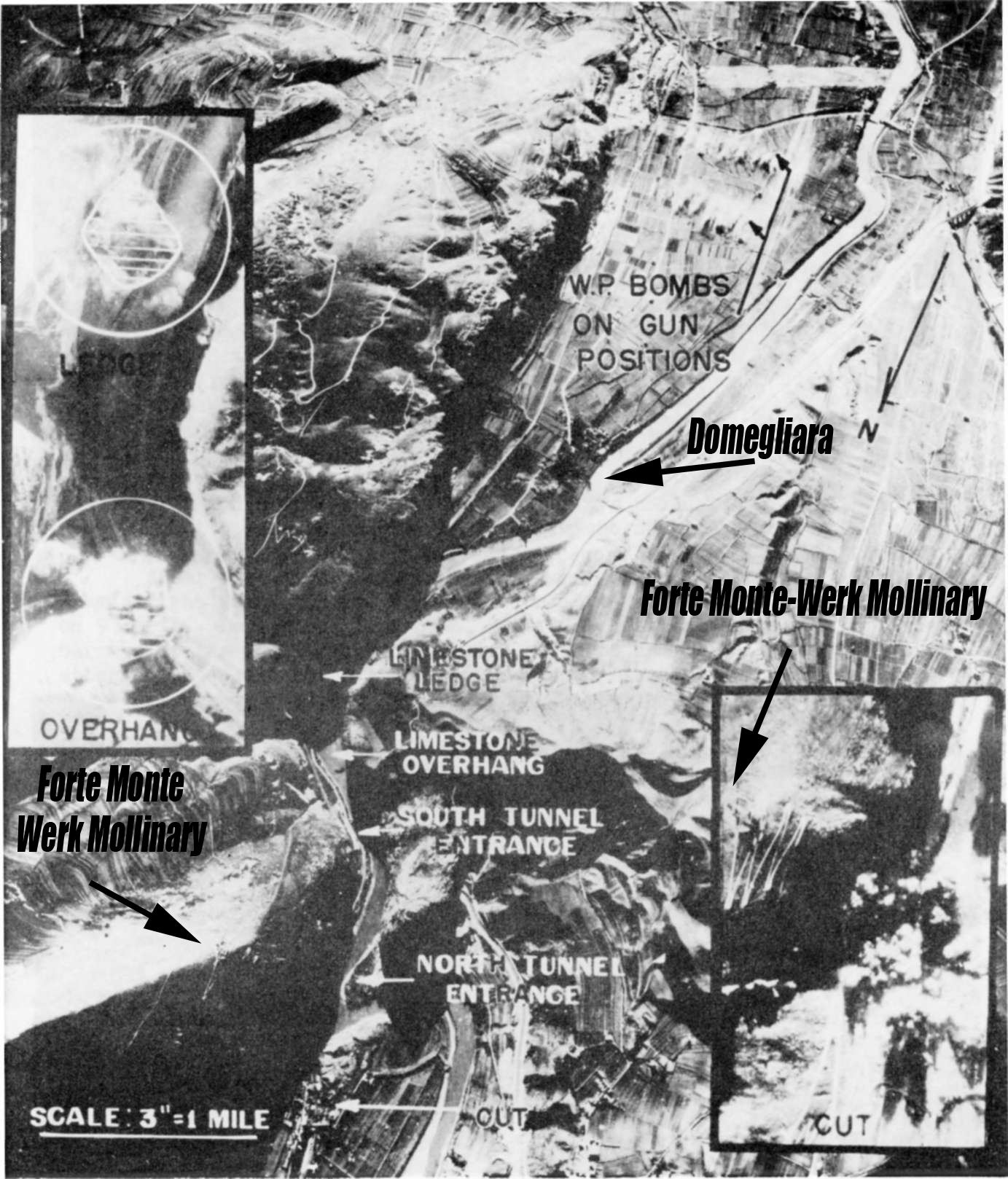
Raid aereo dell' US Air Force del 10 dicembre 1944 con bombardieri B-25 che sganciarono bombe da 1000 libbre allo scopo di creare due frane sulla linea ferroviaria italiana tra Domegliara e Ceraino.

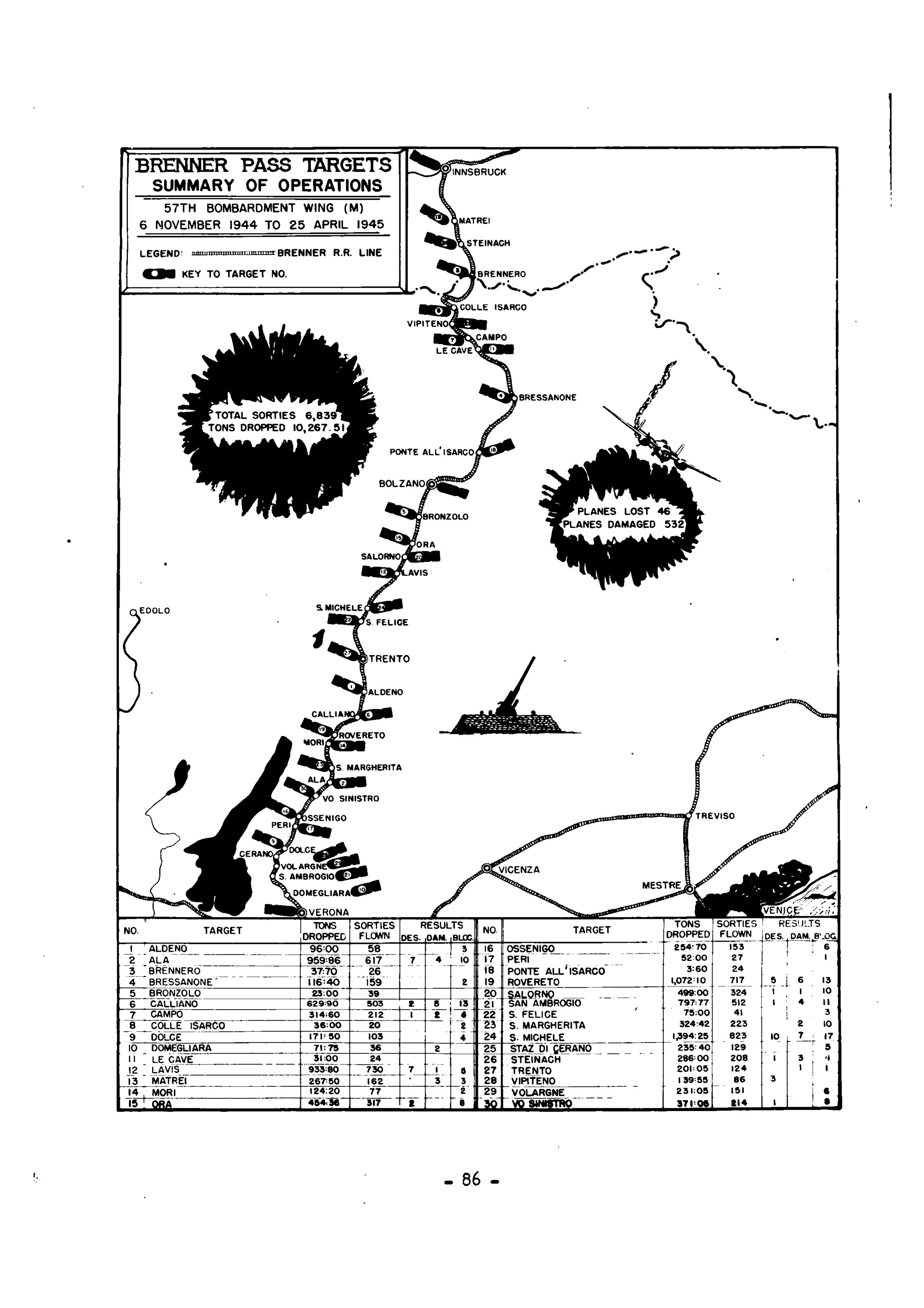
Risultati finali dell'operazione Brennero: n° voli / tonnellate di bombe sganciate

Domegliara 36 voli 71,75 t di bombe
Dolcè 103 voli 171,50 t di bombe
Sant'Ambrogio di Valpolicella 512 voli 797,77 t di bombe
Stazione di Ceraino 129 voli 235,4 t di bombe
Il 24 aprile 1945 le truppe anglo-americane con in testa la 10th Mountain Division avvicinandosi all'ingresso della Val Lagarina da Verona, ingaggiarono il forte con cannoni Howitzer per evitare possibili attacchi da quella posizione.

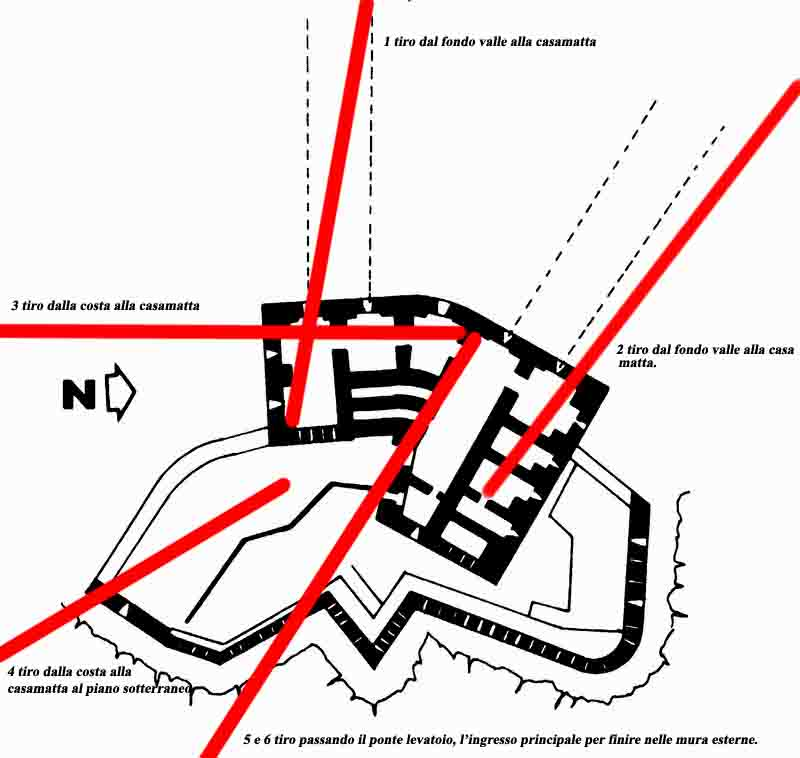
Attacco dell' U.S. 10th mountain Artillery del 25 aprile 1945 al Forte Monte/Mollinary

È plausibile che il forte sia stato abbandonato dai tedeschi già dal 1944. Infatti il 24 aprile 1945 per poter fuggire in Trentino, percorsero la strada che parte da Caprino Veronese, risale da Spiazzi per poi ridiscendere ad Avio in Val Lagarina, proprio per evitare questa zona soggetta a bombardamenti molto intensi.
Il forte, ora di proprietà privata, versa in stato d'abbandono, anche se qualche appassionato di storia cerca di tutelarlo tagliando saltuariamente la rigogliosa vegetazione.

## Struttura e caratteristiche

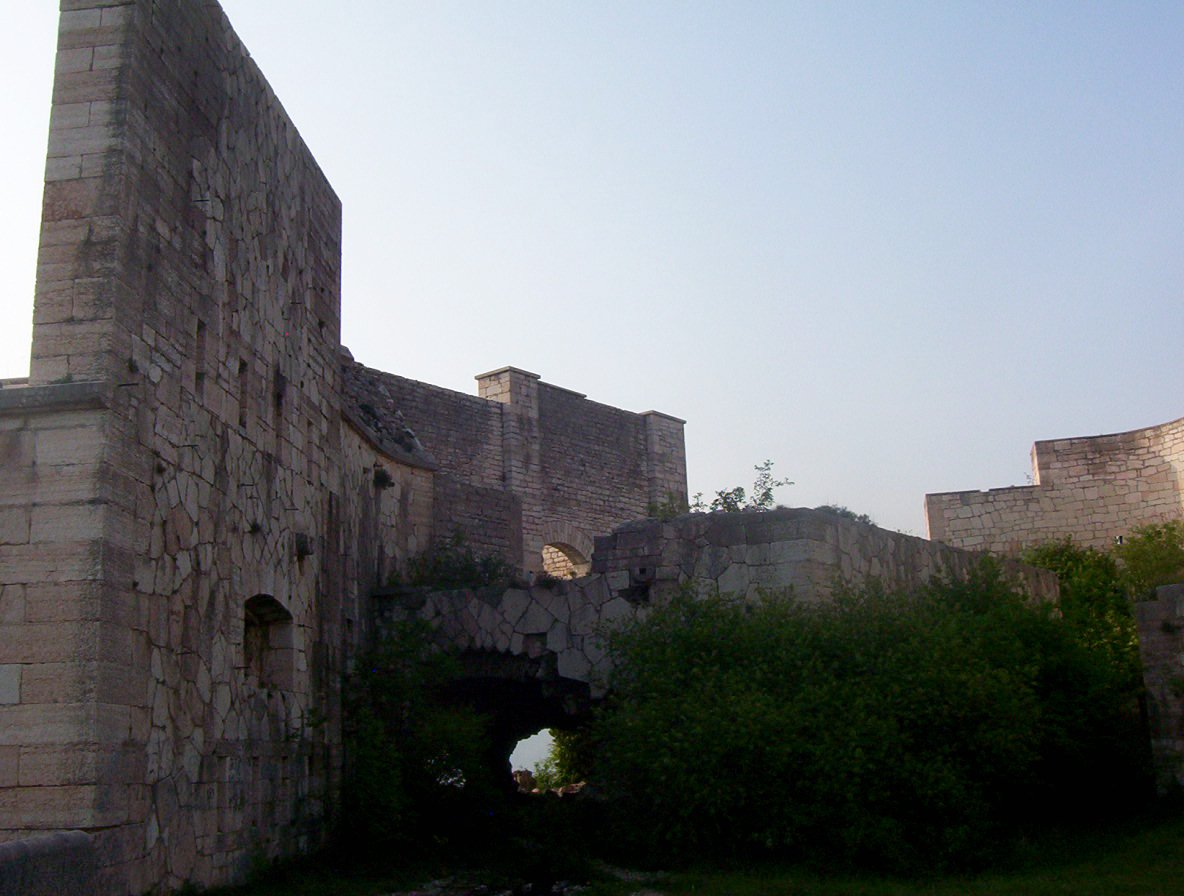
Interno del cortile del forte. Si vede l'ingresso verso la batteria frontale in forma di casamatta

Il forte è stato costruito interamente in conci di pietra locale di Sant'Ambrogio e in particolare di rosso ammonitico. Dovendo adattarsi alle asperità del terreno, la pianta del forte risulta essere molto irregolare. Esso si trova, infatti, su uno sperone roccioso nel fianco del Monte Pastello, sul fianco sinistro della vallata dell'Adige, a 410 m. di altezza, poco fuori dall'abitato di Monte, frazione di Sant'Ambrogio di Valpolicella.
L'edificio è costituito fondamentalmente da due batterie: una frontale diretta verso ovest in forma di casamatta e una adiacente con postazioni scoperte (in barbetta) per l'artiglieria.
La batteria frontale presenta, al piano superiore, 5 feritoie per artiglieria e al piano inferiore altre per la fucileria. 
Al livello del cortile trovavano posto pezzi di artiglieria da campagna.
In direzione sud si trovano ulteriori due postazioni di artiglieria scoperte. A ulteriore difesa del forte è presente un fossato largo circa 3 metri e profondo 2. Si accedeva alla costruzione mediante un ponte levatoio.
L'edificazione del forte è stata caratterizzata da un'esecuzione particolarmente accurata che ha messo in evidenza particolari di valore artistico.
Il forte era ed è tuttora raggiungibile tramite una strada militare che sale da Ceraino e, dopo aver attraversato l'omonimo forte, sale ripida e stretta fino a qui. La strada poi prosegue verso est per poche centinaia di metri, fino ad arrivare all'abitato di Monte. Tutti i forti erano perciò collegati, anche grazie ad un passaggio sul fiume Adige che permetteva il collegamento con il forte Wohlgemuth di Rivoli Veronese.

### Presidio di guerra e armamento

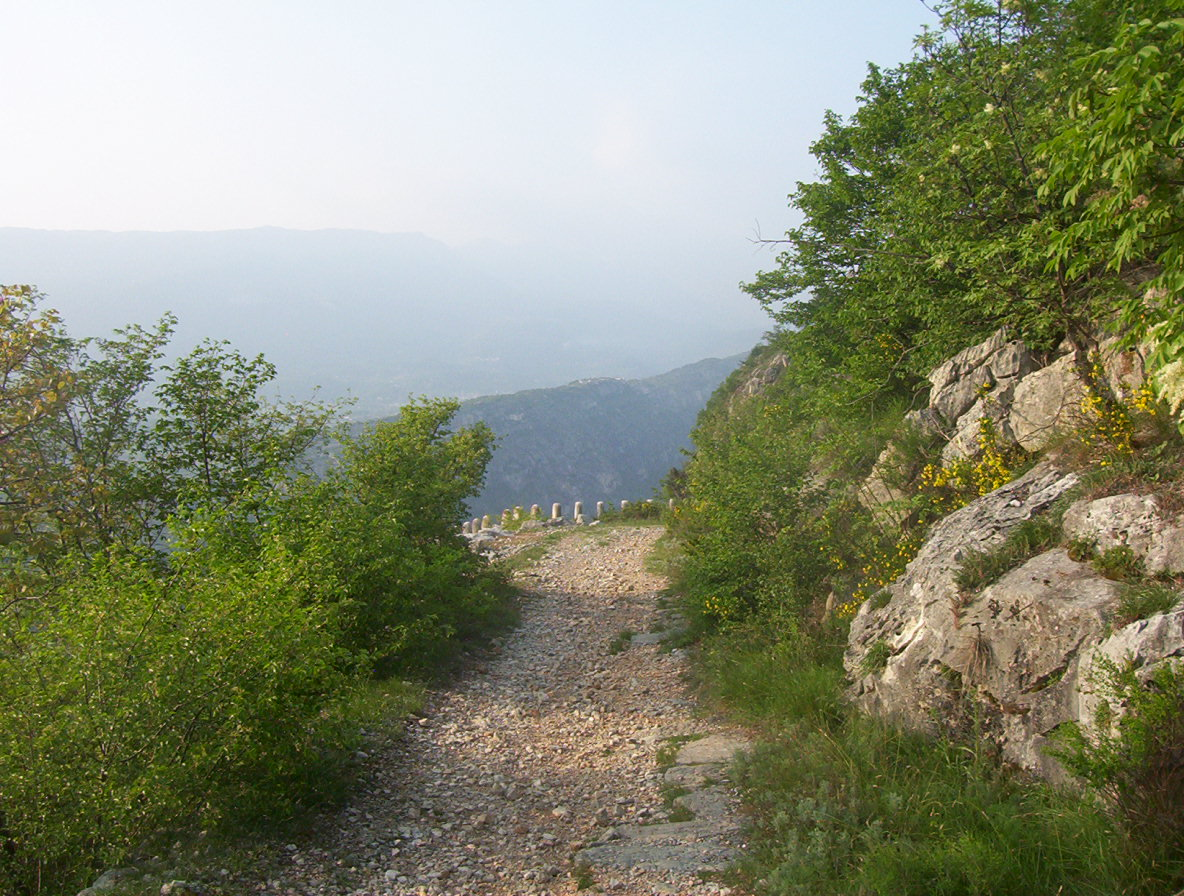
Strada militare che raggiunge il forte

La guarnigione ospitata nel forte in tempo di guerra, poteva essere così costituita:
- 3/4 di compagnia di fanteria.
- da 95 a 105 artiglieri.

Tutta l'opera poteva contenere 24 bocche da fuoco. Nel 1866 era armato con circa 20 pezzi di artiglieria di vario calibro, alcuni posti in barbetta, altri in casamatta, altri ancora di riserva da posizionare secondo le esigenze.
Riassumendo, il forte disponeva del seguente armamento principale:
- Cinque pezzi da 120 mm o 210 mm a retrocarica
- Dodici pezzi da campagna.

E da un armamento secondario:
- 2 mortai